# Danaea sellowiana
Danaea sellowiana là một loài dương xỉ trong họ Marattiaceae. Loài này được C. Presl mô tả khoa học đầu tiên năm 1845.